# 巴西帕塔纳
巴西帕塔纳（Bassi Pathana），是印度旁遮普邦Fatehgarh Sahib县的一个城镇。总人口18547（2001年）。

## 人口
该地2001年总人口18547人，其中男性9694人，女性8853人；0—6岁人口1939人，其中男1132人，女807人；识字率76.64%，其中男性为79.55%，女性为73.46%。